# Anthony Ashley-Cooper
Anthony Ashley-Cooper, 7º Conde de Shaftesbury (28 de abril de 1801 - 1 de outubro de 1885), denominado Lord Ashley de 1811 a 1851, foi um político conservador britânico, filantropo e reformador social. Ele era o filho mais velho do 6º Conde de Shaftesbury e de Lady Anne Spencer (filha do 4º Duque de Marlborough) e irmão mais velho de Henry Ashley, MP. Conhecido como "Conde dos Pobres", ele fez campanha por melhorias nas condições de trabalho, reforma das leis para pessoas com distúrbios mentais, educação e limitação do trabalho infantil. Foi também um dos primeiros apoiadores do movimento sionista e da YMCA, além de uma figura de destaque no movimento evangélico na Igreja da Inglaterra .

## Formação
Lord Ashley, como foi chamado até a morte de seu pai em 1851, foi educado na escola Manor House em Chiswick, Londres (1812–1813), na Harrow School (1813–1816) e na Christ Church, Oxford, onde obteve honras de primeira classe em estudos clássicos em 1822, obteve seu mestrado em 1832 e foi nomeado DCL em 1841. Enquanto estava em Oxford, ele se juntou à Apollo University Lodge.
Não recebeu muito afeto no início de sua vida familiar, o que era comum na alta classe britânicas.  GFA Best, em sua biografia Shaftesbury, escreve que "Ashley cresceu sem nenhuma experiência de amor parental. Ele via pouco seus pais e, quando o dever ou a necessidade os obrigavam a percebê-lo, eles eram formais e assustadores." Mesmo quando adulto, ele não gostava de seu pai e era conhecido por se referir à sua mãe como "um demônio".
Sua infância difícil foi amenizada pelo carinho que ele recebeu da governanta da família, Maria Millis, e de suas irmãs. Millis demonstrou a Ashley um modelo de amor cristão que serviria de base para grande parte de seu posterior ativismo social e trabalho filantrópico, como explica Best: "O que o tocou foi a realidade e a praticidade caseira do amor que seu cristianismo a fez sentir pela criança infeliz. Ela lhe contou histórias da Bíblia, ela lhe ensinou a orar."  Apesar deste poderoso alívio, a escola se tornou outra fonte de angústia para o jovem Ashley, cuja educação na Manor House de 1808 a 1813 tornou-se uma "gama mais repugnante de horrores". O próprio Shaftesbury estremecia ao recordar-se daqueles anos: "O lugar era mau, perverso, imundo; e o tratamento era de fome e crueldade."
Na adolescência, Ashley se tornou um cristão convicto e, enquanto estava em Harrow, teve duas experiências que influenciaram sua vida posterior. "Uma vez, no sopé de Harrow Hill, ele foi a testemunha horrorizada do funeral de um pobre. Os carregadores bêbados, tropeçando com um caixão grosseiro e gritando canções obscenas criaram um cenário de insensibilidade que deixava até mesmo as angústias de sua própria infância em contexto. O segundo incidente foi sua escolha incomum de um tema para um poema em latim. No terreno da escola, havia um lago desagradável que era foco de mosquitos, chamado Duck Puddle. Ele o escolheu como tema porque desejava urgentemente que as autoridades da escola fizessem algo a respeito, e esta parecia ser a maneira mais simples de chamar a atenção deles para o problema. Logo depois, o Duck Puddle foi inspecionado, condenado e aterrado. Este pequeno triunfo foi um estímulo útil para sua autoconfiança, mas foi mais do que isso. Foi uma prévia de sua habilidade em fazer as pessoas agirem decisivamente diante da preguiça ou do interesse próprio imediato. Isso se tornaria um de seus maiores trunfos no Parlamento." 

## Carreira política
Ashley foi eleito membro conservador do Parlamento por Woodstock (na época um pequeno distrito controlado pelo duque de Marlborough) em junho de 1826 e foi um forte apoiador do duque de Wellington. Depois que George Canning substituiu Lord Liverpool como primeiro-ministro, ele ofereceu a Ashley um lugar no novo governo, apesar de Ashley estar na Câmara dos Comuns há apenas cinco meses. Ashley educadamente recusou, escrevendo em seu diário que acreditava que servir sob o comando de Canning seria uma traição à sua lealdade ao duque de Wellington e que ele não estava qualificado para o cargo. Antes de completar um ano na Câmara dos Comuns, ele foi nomeado para três comissões parlamentares e recebeu sua quarta nomeação em junho de 1827, quando foi nomeado para a Comissão Seleta sobre Lunáticos Pobres no Condado de Middlesex e sobre Asilos de Lunáticos.Nessa época, o termo "lunático" era adotado para se referir a pessoas com transtornos mentais.

### Reforma das leis para lunáticos

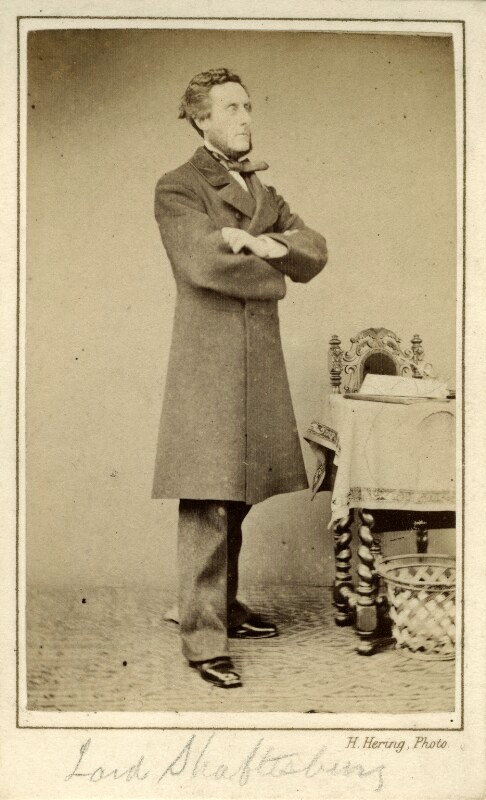
Lord Shaftesbury por Henry Hering

Em 1827, quando Ashley-Cooper foi nomeado para o Comitê Seleto sobre Lunáticos Pobres no Condado de Middlesex e sobre Asilos de Lunáticos, a maioria dos doentes mentais em Londres era mantida em hospícios de propriedade do Dr. Warburton. O Comitê interrogou muitas testemunhas sobre um de seus hospícios em Bethnal Green, chamado Casa Branca. Ashley visitou o local em nome do comitê. Os pacientes eram acorrentados, dormiam nus sobre palha e defecavam em suas camas. Eles ficaram acorrentados desde a tarde de sábado até a manhã de segunda-feira, quando eram retirados os excrementos acumulados. Eles então eram lavados com água gelada e uma toalha era distribuída para 160 pessoas, sem sabão. O local estava superlotado, e a carne fornecida era "aquele músculo duro, grosso e desagradável que um cachorro não conseguiria comer". A Casa Branca foi descrita como "um mero lugar para morrer" em vez de curar os pacientes e quando o Comitê perguntou ao Dr. MacMichael se ele acreditava que "nos hospícios de Londres algum processo curativo estava acontecendo com relação aos pacientes pobres", ele respondeu: "Nenhum".

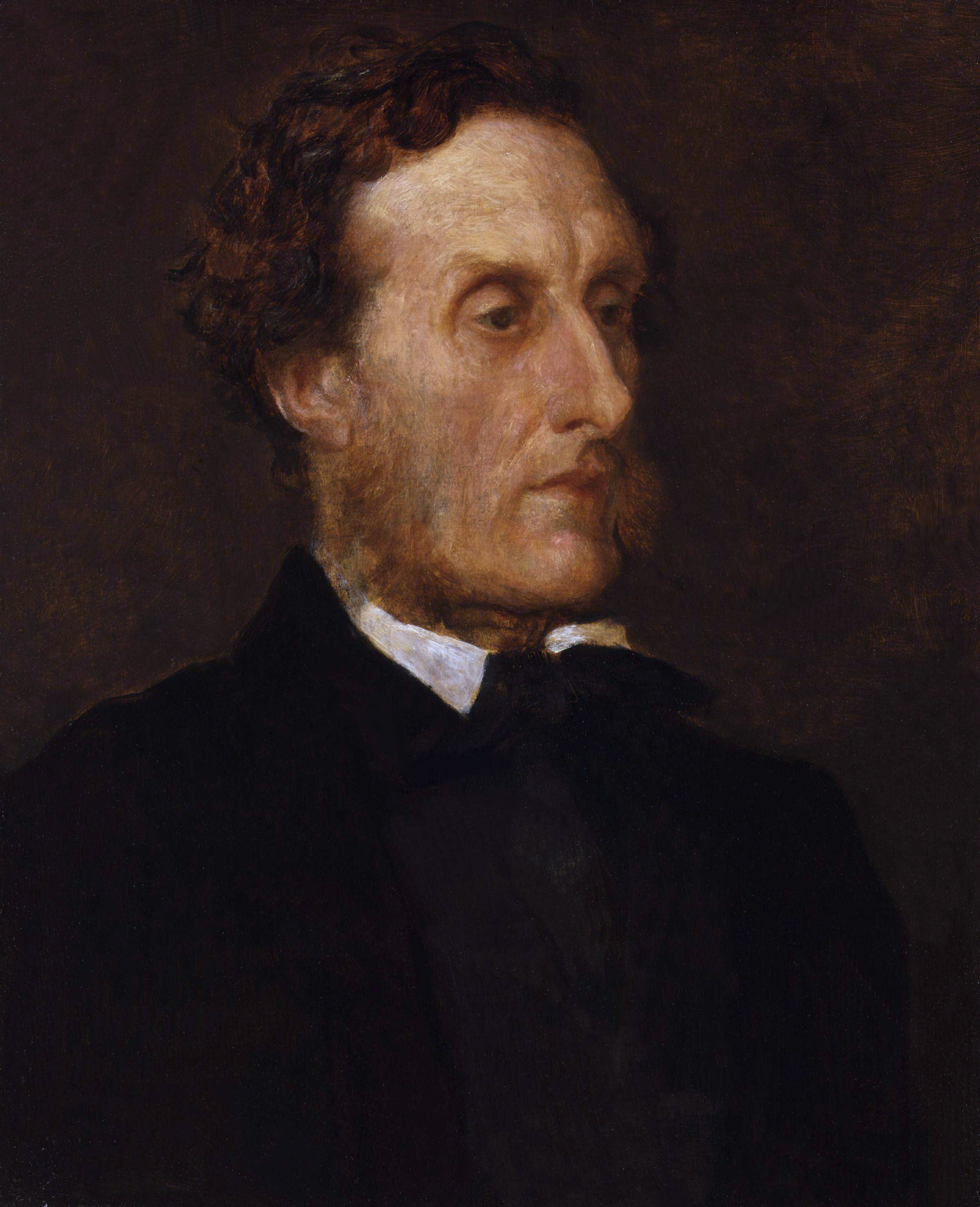
Lord Shaftesbury por George Frederick Watts

O Comitê recomendou que “medidas legislativas de caráter corretivo fossem introduzidas o mais cedo possível na próxima sessão”, e a criação de um Conselho de Comissários nomeado pelo Secretário do Interior, possuindo amplos poderes de autorização, fiscalização e controle. Quando, em fevereiro de 1828, Robert Gordon, deputado liberal por Cricklade, apresentou um projeto de lei para transformar essas recomendações em lei, Ashley apoiou e fez seu primeiro discurso em apoio ao projeto. Ele escreveu em seu diário: "Então, pela bênção de Deus, meu primeiro esforço foi para o avanço da felicidade humana. Que eu possa melhorar a cada hora! O medo quase me privou da lembrança, mas, novamente, graças a Deus, não me sentei como um idiota presunçoso". Ashley também esteve envolvido na elaboração da Lei dos Asilos para Lunáticos do Condado (Inglaterra) de 1828 e da Lei dos Hospícios de 1828. Por meio dessas leis, quinze comissários foram nomeados para a área de Londres e receberam amplos poderes de autorização e fiscalização, sendo Ashley um desses comissários.
Em julho de 1845, Ashley defendeu duas Leis de Lunáticos, "Para a Regulamentação de Asilos para Lunáticos" e "Para o Melhor Cuidado e Tratamento de Lunáticos na Inglaterra e no País de Gales". Elas se originaram no Relatório dos Comissários sobre Insanidade, que ele havia recomendado ao Parlamento no ano anterior. Essas leis consolidaram e alteraram leis anteriores sobre insanidade, proporcionando uma melhor manutenção dos registros dos pacientes e regras de certificação mais rigorosas para protegê-los contra internações injustificadas. Eles também ordenaram, em vez de apenas permitir, a construção de asilos para lunáticos no interior e o estabelecimento de uma Comissão de Lunáticos permanente, com Ashley na presidência. Em apoio às medidas, Ashley fez um discurso no qual afirmou que, embora tenha havido uma melhoria desde 1828, ainda era preciso fazer mais. Ele citou o caso de uma garota galesa com transtorno mental, Mary Jones, que ficou trancada por mais de uma década em um pequeno loft com uma janela fechada com tábuas, com pouco ar e nenhuma luz. Seu quarto era extremamente sujo e com um cheiro insuportável. Ela não conseguia ficar em pé, precisando agachar-se em uma posição curvada, o que casou-lhe uma deformação na coluna.

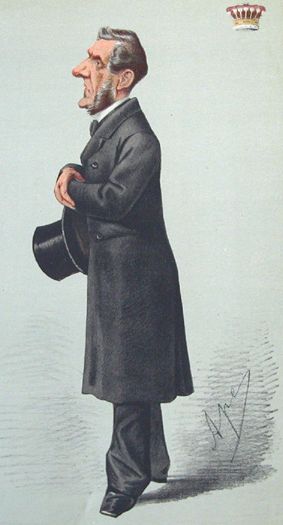
O Conde de Shaftesbury por Carlo Pellegrini, 1869

No início de 1858, um Comitê Seleto foi nomeado devido às preocupações de que pessoas sãs estavam sendo internadas em hospícios. Lord Shaftesbury (nome adotado por Ashley após a morte de seu pai em 1851) foi a principal testemunha e se opôs à sugestão de que a certificação de insanidade fosse dificultada e que o tratamento precoce da insanidade fosse essencial para que houvesse alguma perspectiva de cura. Ele alegou que apenas uma ou duas pessoas que lidavam com loucura em sua época foram detidas em um asilo sem motivos suficientes e que os comissários deveriam receber mais poderes, e não menos. O relatório do comitê endossou todas as recomendações de Shaftesbury, exceto a de que não fosse tornada obrigatória a assinatura de um magistrado em um laudo de insanidade. A recomendação por tal obrigatoriedade constou no relatório apesar dos protestos de Shaftesbury. O Relatório também concordou com Shaftesbury sobre as detenções injustificadas serem "extremamente raras".
Em julho de 1877, Shaftesbury prestou depoimento perante o Comitê Seleto sobre Leis de Loucura, nomeado em fevereiro diante de novas preocupações sobre pessoas sãs estarem sendo indevidamente internadas em asilos. Shaftesbury temia que, devido à sua idade avançada, ele fosse tomado pelo esquecimento ao prestar seu depoimento e ficou muito estressado nos meses que o antecederam: "Será que cinquenta anos de trabalho duro, ansiedade e oração, coroados por um sucesso maravilhoso e inesperado, me trarão no final apenas tristeza e desgraça?" Quando "a hora do julgamento" chegou, Shaftesbury defendeu a Comissão e afirmou que agora era a única pessoa viva que podia falar com conhecimento pessoal sobre o estado do tratamento dos pacientes antes da Comissão ser estabelecida em 1828. Era "um estado de coisas que ultrapassava qualquer crença". No relatório do comitê, os membros concordaram com as provas apresentadas por Shaftesbury em todos os pontos.
Em 1884, o marido de Georgina Weldon tentou interná-la em um hospício porque ela acreditava que seu cão pug tinha alma e que o espírito de sua falecida mãe havia entrado em seu coelho de estimação. Ela iniciou uma ação legal contra Shaftesbury e outros comissários, mas não obteve sucesso. Em maio, Shaftesbury discursou na Câmara dos Lordes contra uma moção que declarava as leis sobre insanidade insatisfatórias, mas a moção foi aprovada pelo Parlamento. O Lorde Chanceler Selborne apoiou um Projeto de Lei de Emenda à Lei da Insanidade e Shaftesbury quis renunciar à Comissão da Insanidade, pois acreditava que era obrigado pela honra a não se opor a um Projeto de Lei apoiado pelo Lorde Chanceler. No entanto, Selborne implorou que ele não renunciasse, então Shaftesbury se absteve. Entretanto, quando o projeto de lei foi apresentado e continha a disposição que tornava obrigatória a assinatura de um magistrado ou juiz no laudo de internação, ele renunciou. Entretanto, o governo caiu e o projeto de lei foi retirado. Shaftesbury retomou sua presidência da Comissão de Insanidade.
O trabalho de Shaftesbury na melhoria do atendimento aos doentes mentais continua sendo uma de suas realizações mais importantes, embora menos conhecidas. Ele escreveu: "Além do círculo dos meus próprios comissários e dos pacientes que visito, nenhuma alma, na vida grande ou pequena, nem mesmo meus associados em minhas obras de filantropia, tem qualquer noção dos anos de trabalho e cuidado que, por Deus, dediquei a esta questão melancólica e terrível".

### Trabalho infantil
Em março de 1833, Ashley apresentou a Lei das Dez Horas de 1833 na Câmara dos Comuns, que previa que as crianças que trabalhassem nas indústrias de algodão e lã deveriam ter nove anos ou mais; nenhuma pessoa com menos de dezoito anos deveria trabalhar mais de dez horas por dia ou oito horas aos sábados; e ninguém com menos de vinte e cinco anos deveria trabalhar à noite, insistiu que eles frequentar a escola e nomeou inspetores para fazer cumprir a lei. No entanto, o governo Whig, por uma maioria de 145, substituiu "dezoito" por "treze" e a lei, conforme aprovada, garantiu que nenhuma criança menor de treze anos trabalhasse mais de nove horas.
Em junho de 1836, outra Lei das Dez Horas foi apresentada na Câmara dos Comuns e, embora Ashley considerasse esse projeto de lei inoportuno, ele o apoiou. Em julho, um membro dos comitês de Lancashire criados para apoiar o projeto de lei escreveu que: "Se havia um homem na Inglaterra mais devotado aos interesses dos trabalhadores das fábricas do que outro, esse homem era Lord Ashley. Eles sempre poderiam contar com ele como um amigo pronto, firme e disposto". Em julho de 1837, ele acusou o governo de ignorar as violações da Lei de 1833 e apresentou uma resolução afirmando que a Câmara lamentava que a regulamentação das horas de trabalho das crianças tivesse sido considerada insatisfatória. Sua proposição foi derrotada por quinze votos.
O texto de Uma narrativa da experiência e dos sofrimentos de William Dodd, um aleijado de fábrica, foi enviado a Lord Ashley e, com seu apoio, foi publicado em 1840. Ashley empregou William Dodd por 45 xelins por semana, e ele escreveu o livro The Factory System: Illustrated para descrever as condições de trabalho das crianças na indústria têxtil, que foi publicado em 1842. Esses livros foram atacados por John Bright no parlamento, que disse ter evidências de que os livros descreviam os maus-tratos a Dodd, mas na verdade eram motivados pela ingratidão de Dodd como um funcionário descontente. Ashley demitiu Dodd, que emigrou para a América.
Em 1842, Ashley escreveu duas vezes ao primeiro-ministro, Robert Peel, para instar o governo a apoiar uma nova Lei Fabril. Peel escreveu em resposta que não apoiaria uma, e Ashley escreveu aos Comitês de Curto Prazo de Cheshire, Lancashire e Yorkshire que desejavam uma Lei das Dez Horas:
Em março de 1844, Ashley apresentou uma emenda ao Projeto de Lei das Fábricas limitando a jornada de trabalho de adolescentes a dez horas, depois que Sir James Graham apresentou um projeto de lei com o objetivo de limitar a jornada de trabalho deles a doze horas. A emenda de Ashley foi aprovada por oito votos, a primeira vez que a Câmara dos Comuns aprovou o princípio das Dez Horas. Contudo, numa votação posterior, a sua emenda foi derrotada por sete votos e o projeto de lei foi retirado. Mais tarde no mesmo mês, Graham apresentou outro projeto de lei que novamente limitaria o emprego de adolescentes a doze horas. Ashley apoiou esse projeto de lei, com a ressalva de que ele preferia dez horas, e não doze, como limite. Em maio, ele apresentou uma emenda para limitar as horas trabalhadas a dez horas, mas esta foi rejeitada por 138 votos.
Em 1846, enquanto estava fora do Parlamento, Ashley apoiou fortemente o Projeto de Lei das Dez Horas de John Fielden, que foi derrotado por dez votos. Em janeiro de 1847, Fielden reintroduziu seu projeto de lei e ele finalmente foi aprovado pelo Parlamento para se tornar a Lei das Dez Horas.

#### Mineiros
Ashley apresentou a Lei de Minas de 1842 no Parlamento para proibir o emprego de mulheres e crianças no subterrâneo das minas de carvão. Ele fez um discurso em apoio à Lei e o Príncipe Consorte escreveu para ele depois, enviando-lhe "os melhores votos de seu sucesso total ". No final de seu discurso, o seu oponente na questão das Dez Horas, Richard Cobden, dirigiu-se a Ashley e disse: "Sabe o quanto me oponho às suas opiniões, mas acho que jamais fui colocado num estado de espírito como o proporcionado pelo seu discurso, em toda a minha vida."

#### Meninos escaladores
Ashley era uma forte defensoa da proibição do emprego de meninos como limpadores de chaminé . Muitos garotos escaladores eram filhos ilegítimos, vendidos pelos pais. Eles tinham a pele queimada e lacerada, os olhos e a garganta cheios de fuligem, com o perigo de asfixia e a doença ocupacional — câncer do escroto.  Em 1840, um projeto de lei foi apresentado na Câmara dos Comuns proibindo o emprego de meninos como limpadores de chaminés, e foi fortemente apoiado por Ashley. Apesar de ser aplicada em Londres, em outros lugares a lei não impediu o emprego de crianças limpadoras de chaminés, o que levou à fundação da Sociedade dos Meninos Escaladores, com Ashley como presidente. Em 1851, 1853 e 1855, Shaftesbury apresentou projetos de lei ao Parlamento para lidar com o uso contínuo de meninos limpadores de chaminés, mas todos foram rejeitados. Ele conseguiu aprovar a Lei de Regulamentação de Limpadores de Chaminés de 1864, mas, assim como suas antecessoras, ela permaneceu ineficaz. Shaftesbury finalmente convenceu o Parlamento a aprovar a Lei dos Limpadores de Chaminés de 1875, que garantiu o licenciamento anual de limpadores de chaminés e a aplicação da lei pela polícia. A medida finalmente erradicou o emprego de rapazes como limpa-chaminés.
Depois que Shaftesbury descobriu que um menino limpador de chaminés estava morando atrás de sua casa em Brock Street, Londres, ele resgatou a criança e a enviou para "a Union School em Norwood Hill, onde, sob a bênção de Deus e a graça misericordiosa especial, ele será treinado no conhecimento, amor e fé de nosso Salvador comum". 

#### Reforma educacional
Em 1844, Ashley tornou-se presidente da União das Escolas Esfarrapadas. As "escolas esfarrapadas" eram escolas montadas por voluntários e que se destinavam a crianças pobres. Ashley escreveu que "Se o sistema da 'escola esfarrapada' falhasse, eu não morreria por causas naturais, eu morreria por coração partido".

#### Reforma habitacional
Em 1851, por insistência de Shaftesbury, foram aprovadas duas leis relativas a hospedarias. De acordo com um estudo, foi "a primeira tentativa do legislativo de lidar com a questão das moradias insalubres". O Common Lodging Houses Act de 1851, que Charles Dickens descreveu como "a melhor medida já aprovada no Parlamento", previa que todas essas casas de hospedagem fossem registradas e "que nenhum hóspede seria mantido até que as casas fossem fiscalizadas e autorizadas a funcionar por um oficial da autoridade local". Além disso, as autoridades locais receberam o poder de fazer regulamentações para casas de hospedagem comunitárias e aplicar penalidades para violações à regulamentação. A limpeza e a caiação regulares foram impostas e tornou-se obrigatório "para o zelador de uma pensão dar aviso imediato de qualquer caso de febre ou doença infecciosa na casa à autoridade local, ao médico da Lei dos Pobres e ao oficial substituto".  A Lei de Pensão das Classes Trabalhadoras de 1851 "autorizava os conselhos municipais e as juntas locais a erguer pensões ou a comprar pensões existentes e a geri-las, elaborando estatutos para encargos, gestão, etc. Essas pensões estavam sob a fiscalização das juntas locais de saúde". 

#### Bem-estar animal
Shaftesbury defendeu o bem-estar animal e foi presidente da Sociedade da Rua Victoria pela Proteção dos Animais da Vivissecção. Também foi vice-presidente da Sociedade Real pela Prevenção da Crueldade contra os Animais. Ele defendeu a abolição total da vivissecção, não a reforma. Em 1879, ele fez um discurso condenando a prática da vivissecção e questionou por que os vivisseccionistas estavam sujeitando "as criaturas de Deus a sofrimentos tão indizíveis?".

### Restauração religiosa

#### Movimento sionista
Shaftesbury era um anglicano evangélico pré-milenar que acreditava na iminente segunda vinda de Cristo. Sua crença ressaltou a urgência de uma ação imediata. Ele se opunha fortemente ao ritualismo da Igreja Católica Romana entre os anglicanos da Alta Igreja. Ele também desaprovava as características católicas do Movimento de Oxford na Igreja da Inglaterra. Ele denunciou o Maynooth College Act de 1845, que financiou um seminário católico na Irlanda que treinaria muitos padres. No entanto, contrariando seu pai, ele defendeu a Emancipação Católica.

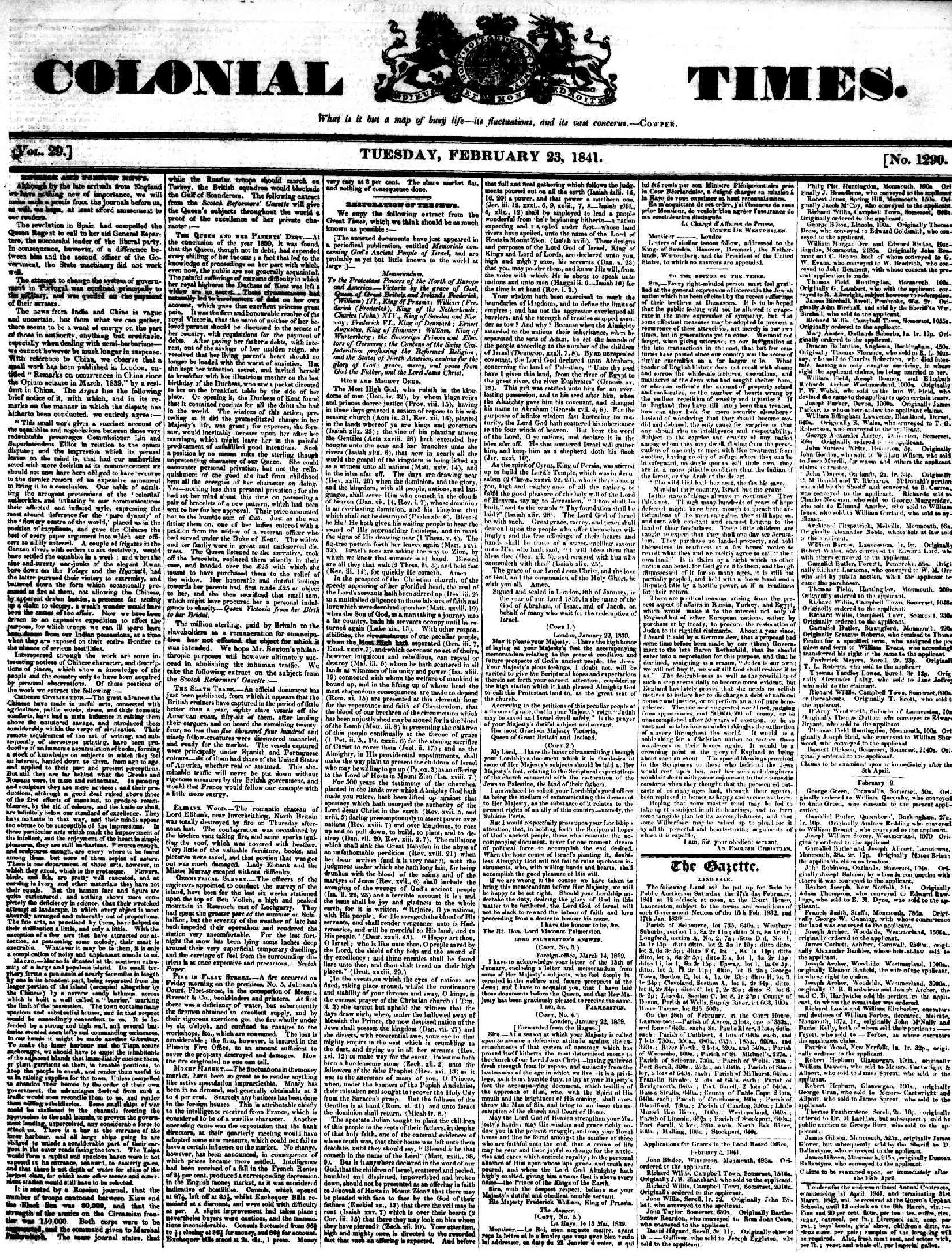
“Memorando às potências protestantes do norte da Europa e da América”, publicado no Colonial Times (Hobart, Tasmânia, Austrália), em 1841

Shaftesbury foi uma figura importante no anglicanismo evangélico do século XIX. Presidiu a Sociedade Bíblica Britânica e Estrangeira (BFBS) de 1851 até sua morte em 1885. Ele escreveu: "De todas as Sociedades, esta é a mais próxima do meu coração... A Sociedade Bíblica sempre foi uma palavra de ordem em nossa casa." Ele também presidiu  a Aliança Evangélica por algum tempo.
Shaftesbury também foi aluno de Edward Bickersteth e os dois homens se tornaram defensores proeminentes do sionismo cristão na Grã-Bretanha. Shaftesbury foi um dos primeiros defensores da restauração dos judeus na Terra Santa, apresentando a primeira proposta de um relevante político pelo reassentamento de judeus na Palestina. A conquista da região da Síria em 1831 por Muhammad Ali do Egito mudou as condições sob as quais a política de poder europeia operava no Oriente Próximo. Como consequência dessa mudança, Shaftesbury conseguiu ajudar a persuadir o Ministro das Relações Exteriores Palmerston a enviar um cônsul britânico, James Finn, a Jerusalém em 1838. Cristão convicto e inglês leal, Shaftesbury defendia o retorno dos judeus por causa do que ele via como vantagens políticas e econômicas que a Grã-Bretanha obteria e porque ele acreditava que essa era a vontade de Deus. Em janeiro de 1839, Shaftesbury publicou um artigo na Quarterly Review, que embora inicialmente comentasse as Cartas sobre o Egito, Edom e a Terra Santa (1838) de Lord Lindsay, forneceu a primeira proposta de um político importante para reassentar judeus na Palestina: Em 1848, tornou-se presidente da Sociedade de Londres para a Promoção do Cristianismo entre os Judeus, na qual Finn era um membro proeminente.

O solo e o clima da Palestina são especialmente adaptados para o crescimento de produtos necessários para a Grã-Bretanha: o melhor algodão pode ser obtido em abundância quase infinita; seda e tintura são a matéria-prima do país e o azeite é hoje, como sempre foi, o principal óleo da terra. Capital e habilidade são os únicos requisitos: a presença de um oficial britânico, e a crescente segurança da propriedade que sua presença irá conferir pode convidá-los dessas ilhas para o cultivo da Palestina; e os judeus, que em nenhuma outra terra tomariam parte na agricultura mas que reconhecerão o cônsul inglês como um mediador entre seu povo e o Pacha, provavelmente retornarão em maiores números e se tornarão uma vez mais os agricultores da Judeia e da Galileia. Masalha 2014, p. 83
O período que antecedeu a Guerra da Crimeia (1854), assim como o expansionismo militar de Muhammad Ali duas décadas antes, sinalizou uma abertura para realinhamentos no Oriente Próximo. Em julho de 1853, Shaftesbury escreveu ao primeiro-ministro, Lord Aberdeen, que a Grande Síria era "um país sem nação" que precisava de "uma nação sem país... Existe tal coisa? Com certeza existe, os antigos e legítimos senhores do solo, os judeus!" Em seu diário naquele ano, ele escreveu "essas vastas e férteis regiões logo ficarão sem um governante, sem um poder conhecido e reconhecido para reivindicar domínio. O território deve ser atribuído a alguém ou a outro... Existe um país sem nação; e Deus agora em sua sabedoria e misericórdia, nos direciona para uma nação sem país."  Esse episódio é comumente mencionado como um dos primeiros usos da expressão "Uma terra sem povo para um povo sem terra" pela qual Shaftesbury parafraseava Alexander Keith, outro proponente britânico da restauração dos judeus na Palestina.

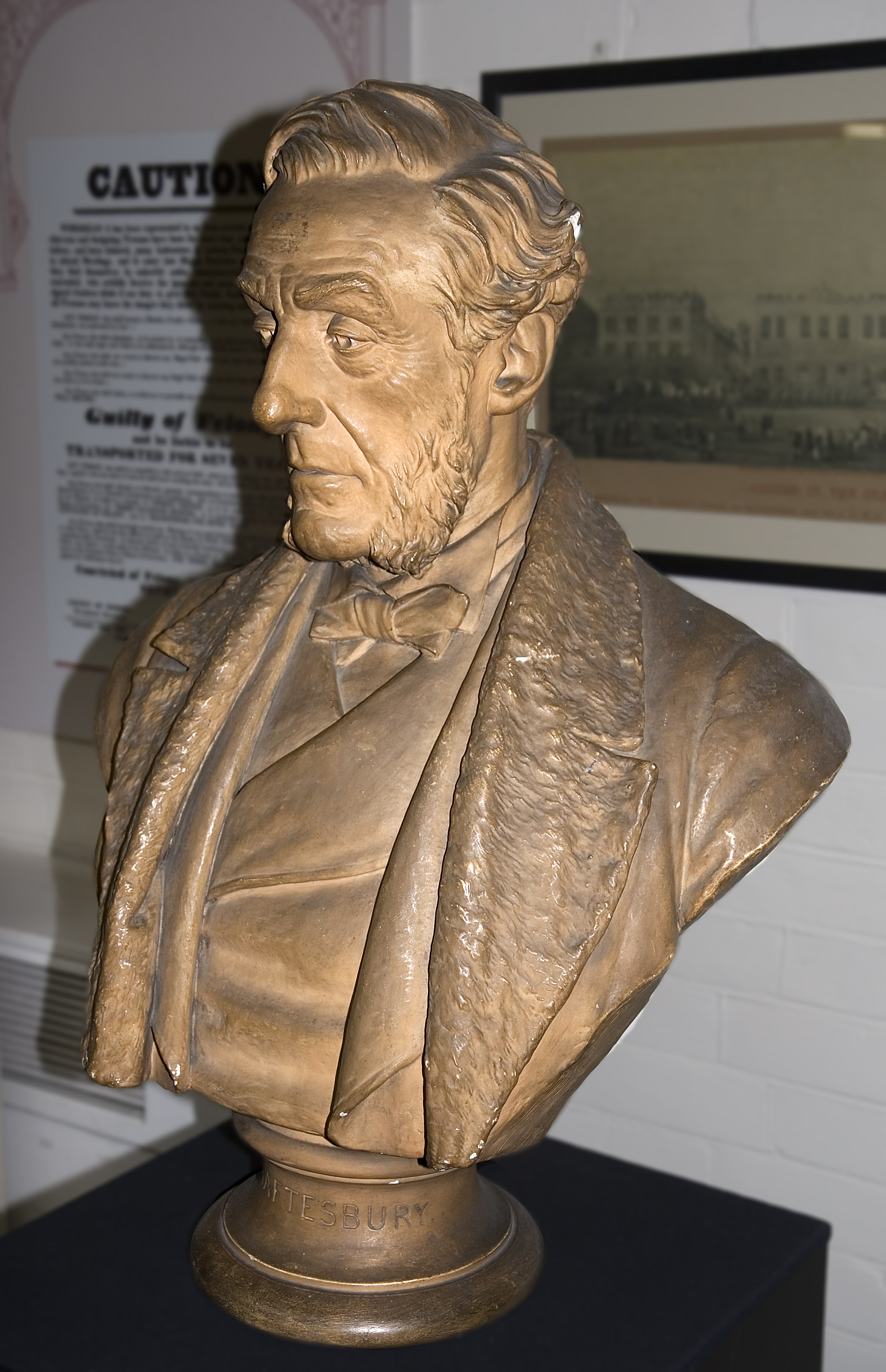
Busto de Anthony Ashley-Cooper, por F. Winter, 1886. Na coleção do Museu Dorset, Dorchester

### Sociedade para a Supressão do Comércio de Ópio
Shaftesbury foi o primeiro presidente da Sociedade para a Supressão do Comércio de Ópio: um grupo de lobby dedicado à abolição do comércio de ópio. A sociedade foi formada por empresários quakers em 1874, e Shaftesbury a presidiu de 1880 até sua morte. Seus esforços levaram eventualmente à criação da Comissão Real de investigação sobre o Ópio.

### Associação Cristã de Moços (YMCA)
Shaftesbury foi o primeiro presidente da YMCA de 1851 até sua morte em 1885.

## Fonte Memorial de Shaftesbury
A Fonte Memorial Shaftesbury, erguida em 1893 na praça Piccadilly Circus, em Londres, foi projetada para comemorar seus trabalhos filantrópicos. A fonte é coroada pela estátua de alumínio de Anteros, de Alfred Gilbert, como um arqueiro nu com asas de borboleta. A estátua é oficialmente intitulada O Anjo da Caridade Cristã, mas se tornou popularmente conhecida, ainda que erroneamente, como Eros. Aparece no cabeçalho do jornal Evening Standard.

## Homenagem
Lord Shaftesbury era membro da Associação de Canterbury, assim como dois dos filhos de Wilberforce, Samuel e Robert Eleey juntou-se em 27 de março de 1848.
Anthony Ashley Cooper é considerado um santo na Igreja da Inglaterra e tem como data de homenagem o dia 1º de outubro.

## Família
Lord Shaftesbury (então Lord Ashley) casou-se com Lady Emily Caroline Catherine Frances Cowper (falecida em 15 de outubro de 1872), filha de Peter Cowper, 5º Conde Cowper e Emily Lamb, Condessa Cowper; Emily provavelmente era filha natural de Lord Palmerston (mais tarde seu padrasto oficial), em 10 de junho de 1830. Este casamento, que se revelou feliz e frutífero, produziu dez filhos. Também proporcionou conexões políticas inestimáveis para Ashley; o tio materno de sua esposa era Lord Melbourne e seu padrasto (e suposto pai biológico) Lord Palmerston, ambos primeiros-ministros.
As crianças, que em sua maioria apresentaram vários graus de problemas de saúde, eram:
1. Anthony Ashley-Cooper, 8º Conde de Shaftesbury (27 de junho de 1831 – 13 de abril de 1886), ancestral de todos os condes subsequentes. Provou ser um herdeiro aparente decepcionante, constantemente acumulando dívidas com sua extravagante esposa Harriet, nascida Lady Harriet Chichester.[b]
2. (Anthony) Francis Henry Ashley-Cooper, segundo filho (n. 13 de março de 1833[52] – 13 de maio de 1849)[53]
3. (Anthony) Maurice William Ashley-Cooper, terceiro filho (22 de julho de 1835 – 19 de agosto de 1855), morreu aos 20 anos, após vários anos de doença.[54]
4. (Anthony) Evelyn Melbourne Ashley (24 de julho de 1836 - 15 de novembro de 1907), casou-se primeiramente em 28 de julho de 1866 com Sybella Charlotte Farquhar ( c. 1846 – 31 de agosto de 1886) e teve um filho, Wilfred William Ashley, e uma filha. Casou-se pela segunda vez em 30 de junho de 1891 com Lady Alice Elizabeth Cole (4 de fevereiro de 1853 - 25 de agosto de 1931).
5. Lady Victoria Elizabeth Ashley, mais tarde Lady Templemore (23 de setembro de 1837[54] – 15 de fevereiro de 1927), casou-se em 8 de janeiro de 1873 (com 35 anos) com Harry Chichester, 2º Barão Templemore (4 de junho de 1821 – 10 de junho de 1906).
6. (Anthony) Lionel George Ashley-Cooper (n. 7 de setembro de 1838 – 1914). Ele se casou em 12 de dezembro de 1868 com Frances Elizabeth Leigh "Fanny (falecida em 12 de agosto de 1875)[53] aparentemente não teve filhos.
7. Lady Mary Charlotte Ashley-Cooper, segunda filha (25 de julho de 1842[c] – 3 de setembro de 1861[d]).
8. Lady Constance Emily Ashley-Cooper, terceira filha, ou "Conty" (29 de novembro de 1845 - 16 de dezembro de 1872  ou 1871 [55] de doença pulmonar [56]).
9. Lady Edith Florence Ashley-Cooper, quarta filha (1 de fevereiro de 1847 – 25 de novembro de 1913)[55]
10. (Anthony) Cecil Ashley-Cooper, sexto filho e décimo e mais novo descendente (8 de agosto de 1849 – 23 de setembro de 1932); aparentemente morreu solteiro.

## Legado
Embora lhe tenha sido oferecido um enterro na Abadia de Westminster, Shaftesbury desejou ser enterrado na St. Giles. George Williams (YMCA) presidiu o comitê organizador de seu funeral e foi o carregador do caixão. Um funeral foi realizado na Abadia de Westminster na manhã de 8 de outubro e as ruas ao longo da rota da Grosvenor Square e da Abadia de Westminster estavam lotadas de pessoas pobres, vendedores ambulantes, floristas, engraxates, varredores de rua, operários de fábrica e trabalhadores semelhantes que esperaram horas para ver o caixão de Shaftesbury passar. Devido à constante defesa de um melhor tratamento para as classes trabalhadoras, Shaftesbury ficou conhecido como o "Conde dos Pobres". Uma estátua de mármore branco comemora Shaftesbury perto da porta oeste da Abadia de Westminster.
Uma das suas biógrafas, Georgina Battiscombe, afirmou que "Nenhum homem fez mais para diminuir a extensão da miséria humana ou para aumentar a soma total da felicidade humana".

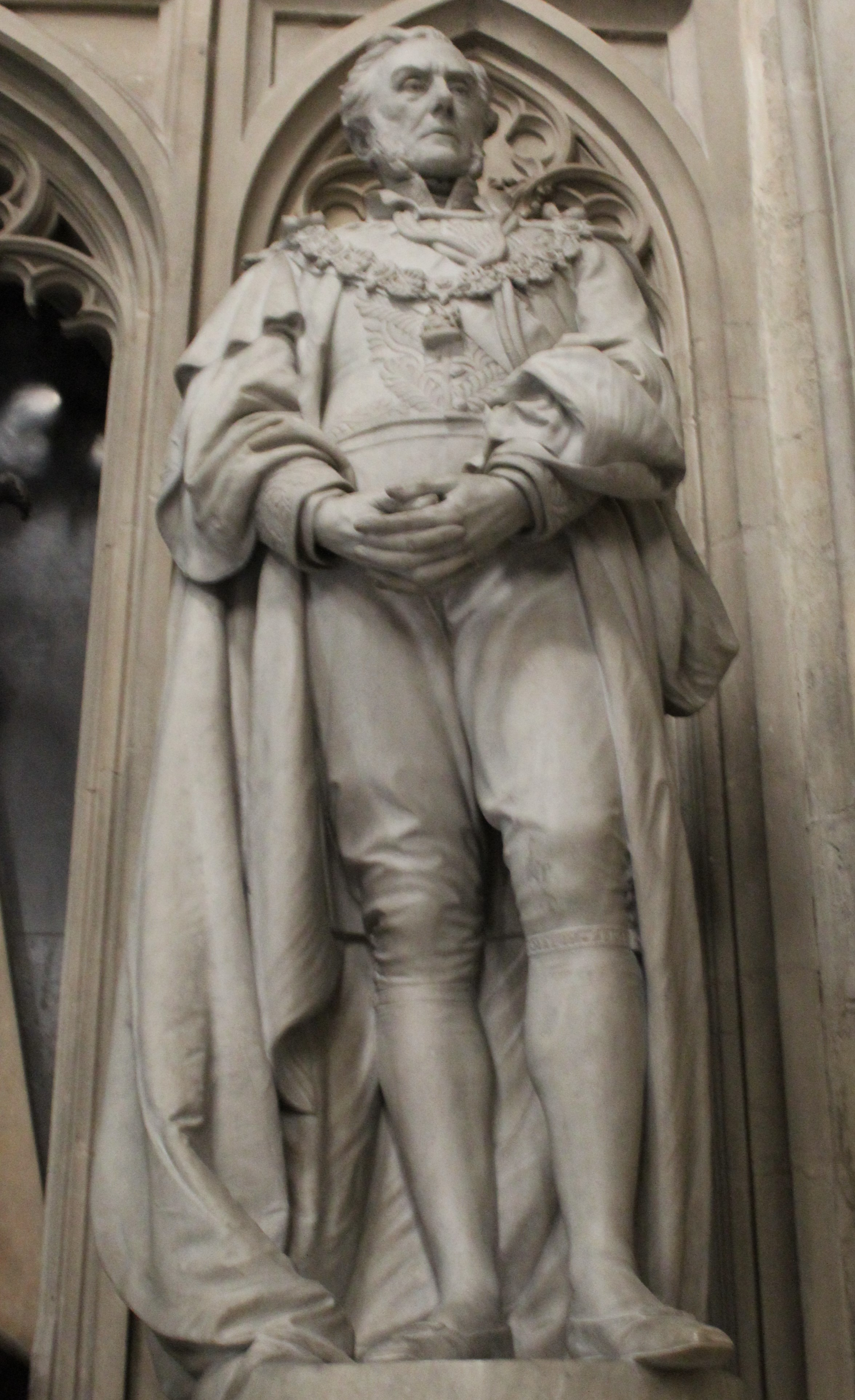
Estátua de Ashley-Cooper por Joseph Edgar Boehm, Abadia de Westminster

Três dias após sua morte, Charles Spurgeon fez seu elogio fúnebre, dizendo:

Durante a semana passada a igreja de Deus, e o mundo por extensão, tem sentido uma perda muito séria. Quando nosso gracioso Senhor levou para casa o Lorde do Condado de Shaftesbury, nós perdemos, em minha opinião, o melhor homem da nossa época. Eu não sei quem eu colocaria em segundo lugar, mas eu certamente o colocaria em primeiro - bem distante de todos os outros servos de Deus que eu conheço - por sua utilidade e influência. Ele foi um homem dos mais verdadeiros em sua piedade pessoal, como eu sei por ter aproveitado de sua amizade pessoal; um homem dos mais firmes em sua fé no evangelho de Nosso Senhor Jesus Cristo; um homem intensamente ativo na causa de Deus e da verdade. Tomem-no da forme que quiserem, mas ele era admirável: ele foi fiel a Deus em toda a sua casa, preenchendo tanto o primeiro como o segundo mandamento da lei em fervente amor a Deus, e em amor ao homem. Ele ocupou sua alta posição com um propósito único e um caráter fortemente resoluto: onde vamos encontrar um igual? Se não é possível que ele fosse absolutamente perfeito, é igualmente impossível para mim mencionar uma única falha; porque eu não venho nenhuma. Ele exibia a perfeição bíblica, pelo que ele era sincero, verdadeiro e consagrado. Coisas que têm sido consideradas falhas pelos vagos pensadores desta época, mas que são virtudes primordiais em minha estima. Eles o chamam de estreito: e nisso eles inconscientemente testemunham a lealdade dele com a verdade. Eu me alegrei grandemente com sua integridade, bravura, sua adesão aos princípios, em dias em que as profecias são questionadas, o evangelho é explicado e o pensamento humano escolhe o ídolo do momento. Ele sentia que havia uma diferença eterna e vital entre a verdade e o erro: consequentemente, ele não agiu ou falou como se houvesse muito a ser dito em cada lado, e, portanto, ninguém poderia ter certeza. Nós não saberemos por muitos anos o quanto nós perdemos com a sua partida; o quanto ele era uma âncora para essa geração à deriva, e o quanto ele era um estímulo para cada movimento em benefício dos pobres. Tanto os homens como os animais podem se unir para se despedir dele: ele foi o amigo de cada coisa viva. Ele viveu pelos oprimidos; ele viveu por Londres; ele viveu pela nação; ele viveu ainda mais por Deus. Ele terminou sua jornada; e embora não o deixemos descansar em seu túmulo com o lamento daqueles que não têm esperança, ainda assim não podemos deixar de lamentar que um grande homem e um príncipe tenha caído hoje em Israel.  Certamente, os justos são afastados do mal que está por vir, e somos deixados para lutar sob dificuldades crescentes.